# La Tebaida
La Tebaida es un municipio del departamento de Quindío en Colombia. Según el censo de 2024, tiene 35189 habitantes, de los cuales 27 000 habitan en la zona urbana. La Zona Franca del Quindío y el Aeropuerto Internacional El Edén, que se ubican en su jurisdicción, hacen que el municipio sea una población relevante dentro del Área metropolitana de Armenia.

## Historia
Este municipio fue fundado el 14 de agosto de 1916 por los hermanos Pedro Arango Cardona y Luis Enrique Arango Cardona, guaqueros partícipes de la Colonización Antioqueña del Quindío, fue elevado a la categoría de corregimiento de Armenia en 1917 y se erijió como municipio en el mes de julio de 1954. Los fundadores seleccionaron este territorio para la fundación debido a su temperamento visionario, el cual les permitió intuir la excelente ubicación económicamente estratégica de su suelo, en el cual irían a construirse carreteras y por el cual pasaría el ferrocarril.
La Tebaida se fundó en la última fase de la Colonización Antioqueña.

## Economía
Su economía, como en todas las regiones circundantes, se basó principalmente en el cultivo del café, pero la comunidad diversificó la agricultura y la dirigió posteriormente a otros productos como tabaco, frutas, plátano y cítricos, debido a la inestabilidad de los precios cafeteros que se presentó en alguna época. También, La Tebaida desarrolló una más amplia vocación ganadera e industrial, y desde finales del siglo XX se han instaldo fábricas de plásticos, vidrios y otros productos. Algunas de las fábricas allí localizadas son Belt Colombia, Printex S.A., Proalco, Maquinalsa, Special E.A.T., Bambusa, Plásticos Fénix, Glass Aircraft de Colombia, Ladrillera La Campana y Agronet.

## División Político-Administrativa
Además de su Cabecera municipal. La Tebaida tiene bajo su jurisdicción los siguientes Centros poblados:
- La Silvia
- Murillo

## Demografía
Un área delimitada que ha ido creciendo en los últimos años, que luego del terremoto del 25 de enero de 1999, acogió inmigrantes de otras regiones, las cuales llegaron a toda la zona cafetera en busca de mejores oportunidades

## Servicios públicos
- Energía Eléctrica: Empresa de Energía del Quindío (EDEQ), del grupo EPM, es la empresa prestadora del servicio de energía eléctrica.
- Gas Natural: Efigas es la empresa distribuidora y comercializadora de gas natural en el municipio.